# Де-Вере (Голландс-Крон)
Де-Вере (нід. De Weere) — селище в нідерландській провінції Північна Голландія. Входить до муніципалітету Голландс-Крон. Наразі у селищі нараховується близько 25 будинків.